# Рикельме, Лариса
Лариса Мабель Рике́льме Фрутос (исп. Larissa Mabel Riquelme Frutos; 22 февраля 1985 года, Асунсьон, Парагвай) — парагвайская актриса и модель. С 2010 года является самой высокооплачиваемой моделью Парагвая.
Лариса Рикельме обрела мировую популярность во время проведения чемпионата мира по футболу 2010 года. Впервые в объективы видеокамер она попала во время трансляции матча между сборными Италии и Парагвая, кадры девушки с телефоном Nokia E71-1, располагавшимся между футболкой и грудью модели, обошёл ряд мировых СМИ. Данный кадр являлся частью рекламной кампании Nokia. Также Рикельме является лицом бренда дезодоранта «Axe» в Парагвае, на последующих играх чемпионата её можно было увидеть со словами «Axe», написанным на её груди.
После её восхождения к славе и после того как аргентинский тренер Диего Марадона пообещал пробежаться голым по Буэнос-Айресу, если Аргентина выиграет чемпионат мира, Рикельме ответила на предложение и пообещала, что она пробежится голой через Асунсьон, если Парагвай выиграет Кубок мира или достигнет полуфинала, победив сборную Испании. Однако встречу со сборной Испании футболисты из Парагвая проиграли.
В 2011 году, после того, как сборная Парагвая в четвертьфинале сенсационно обыграла сборную Бразилии, в рамках проходящего в Аргентине розыгрыша Кубка Америки по футболу 2011, Рикельме устроила эротическую фотосессию на домашнем стадионе клуба «Велес Сарсфилд» в
Буэнос-Айресе.
В 2019 году стала членом жюри в танцевальном шоу «Baila conmigo Paraguay».